# گورای وورال
گورای وورال (انگلیسی: Güray Vural؛ زادهٔ ۱۱ ژوئن ۱۹۸۸) بازیکن فوتبال اهل ترکیه است.
از باشگاه‌هایی که در آن بازی کرده‌است می‌توان به باشگاه فوتبال دنیزلی اسپور، باشگاه فوتبال ترابزون‌اسپور، و باشگاه فوتبال بلدیه‌اسپور آق‌حصار اشاره کرد.
وی همچنین در تیم‌های ملی فوتبال زیر ۲۱ سال ترکیه و ترکیه بازی کرده‌است.